# Fenton (Michigan)
Fenton é uma cidade localizada no estado americano de Michigan, nos condados de Genesee e Oakland.

## Demografia
Segundo o censo americano de 2000, a sua população era de 10.582 habitantes.
Em 2006, foi estimada uma população de 11.931, um aumento de 1349 (12.7%).

## Geografia
De acordo com o United States Census Bureau tem uma área de 17,8 km², dos quais 17,0 km² cobertos por terra e 0,8 km² cobertos por água. Fenton localiza-se a aproximadamente 275 m acima do nível do mar.

## Localidades na vizinhança
O diagrama seguinte representa as localidades num raio de 16 km ao redor de Fenton.